# スターエースプロダクション
スターエースプロダクション合同会社（英: STAR ACE PRODUCTION LLC）は、東京都新宿区に本社を置く、日本の芸能プロダクションである。

## 概要
男性アーティスト（俳優・タレント・モデル）のマネジメントおよび新人発掘・育成のほか、映画・テレビドラマ・バラエティ番組・PV・TVCMなどのキャスティング業務も手掛けている。

## 所属アーティスト
- 安田秀昭
- 金谷マサヨシ
- 茂希
- 山上和輝
- 霜山京
- 高橋準